# لیوبچا

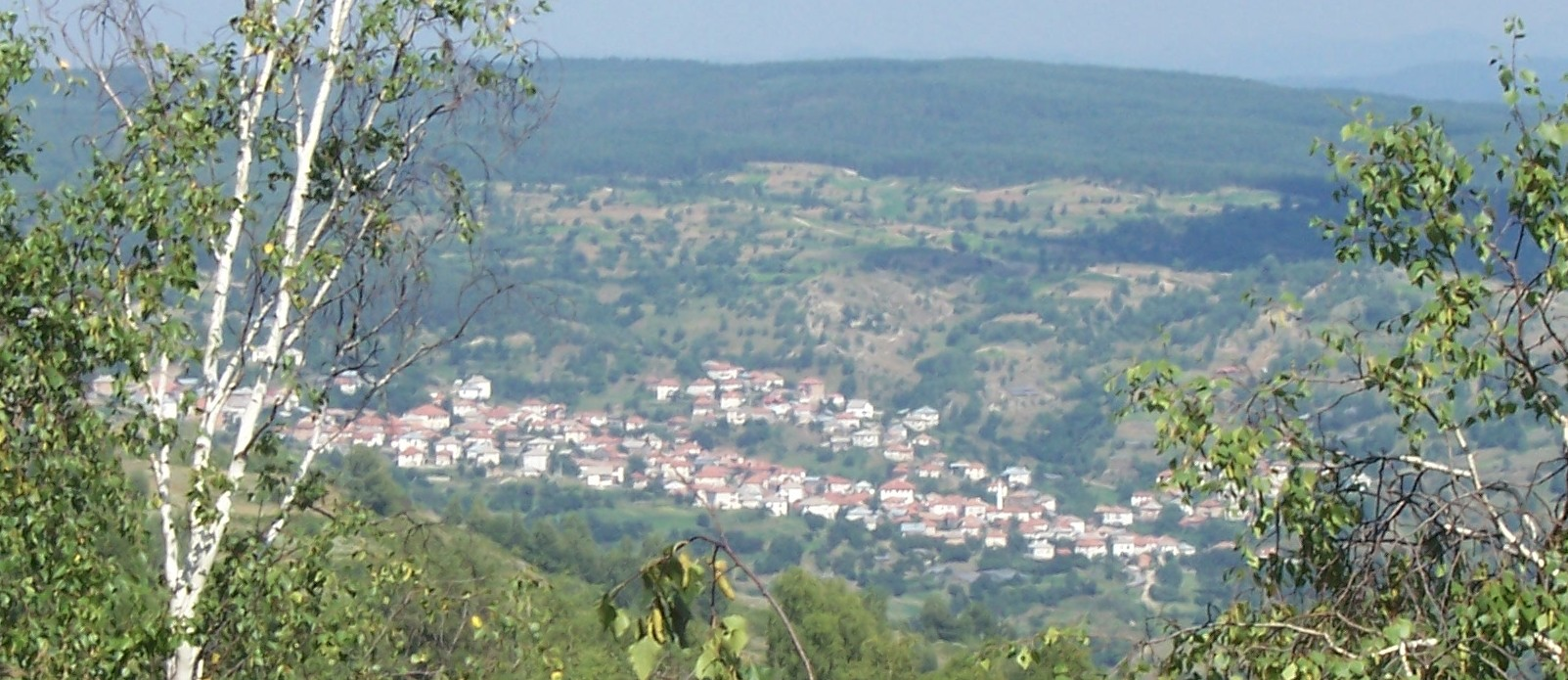
یک منطقهٔ مسکونی در بلغارستان

لیوبچا (به بلغاری: Lyubcha) یک منطقهٔ مسکونی در بلغارستان است که در شهرستان دوسپات واقع شده‌است.
 لیوبچا ۲۰٫۰۳۷ کیلومتر مربع مساحت و ۹۱۷ نفر جمعیت دارد و ۱٬۱۷۰ متر بالاتر از سطح دریا واقع شده‌است.